# Агафология
Агафология (от греч. agathos — добрый, хороший, и logos — слово) — буквально «учение о добром» (о благе), составляет ту часть практической философии или этики, в которой идёт речь о «высшем благе».
С того времени, как Сократ определил это понятие в том смысле, что в нём сливается идея добродетели с идеею блаженства (благополучия) и что высшая добродетель составляет и высшее счастье, отношение этих двух моментов означенного понятия стало предметом оживлённых споров между разными школами греческой философии послеаристотелевского периода, отдававшими преимущество жизненной мудрости перед мудростью мировою.
Указанная Сократом тождественность добродетели и счастья истолковывалась эпикурейцами в том смысле, что первая не что иное, как хорошо рассчитанное стремление к счастью, между тем как стоики находили, что блаженство заключается исключительно в проявлении добродетели. Эта противоположность учения об агафологии вошла в средневековую и новейшую философию и притом таким образом, что к понятию о высшем благе, обусловливающему слияние добродетели и счастья, стали примешивать взгляды стоиков на эвдемонизм.
Понятие о высшем благе ведь составляет логическое выражение психологического факта, заключающегося во всеобщем предположении о таком устройстве мира, что человек, поступающий праведно, в конце концов так или иначе счастлив. Понятие о высшем благе есть прямое последствие идеи нравственного мирового порядка.